# Джияджак Джакели
Джияджак Джакели (груз. ჯიაჯაყ ჯაყელი) — грузинская княжна, супруга трапезундского императора Алексея II Великого Комнина.

## Происхождение
Джияджак была дочерью Беки I Джакели, атабека Самцхе. Представители рода Джакели занимали грузинскую феодальную должность эристави.

## Замужество
Свадьба Джияджак с трапезундским императором Алексеем II датируется примерно 1300 годом. Византийский император Андроник II Палеолог был тогда его опекуном и желал, чтобы Алексей женился на дочери высокопоставленного византийского придворного чиновника Никифора Хумна. Но, не спросив у него одобрения, юный трапезундский император вместо этого женился на Джияджак Джакели. Андроник обратился к церковным властям с просьбой аннулировать этот брак, но константинопольский патриарх отказался ему в помощи на том основании, что Джияджак была уже беременна. Евдокия Палеологиня, мать Алексея, вернувшаяся в Трапезунд под предлогом склонения сына к расторжению брака, посоветовала ему оставить свою иберийскую супругу.
Продолжительность их брака остаётся неопределённой. Алексей II скончался в 1330 году, но нет никаких сведений о том, когда умерла Джияджак. Согласно «Словарю истории и генеалогии великих семей Греции, Албании и Константинополя» (фр. ictionnaire historique et Généalogique des grandes familles de Grèce, d’Albanie et de Constantinople, 1983) Михаила-Дмитрия Стурдзы она было только первой из двух жён Алексея II. Второй была Джигда, единственная дочь Деметре II Самопожертвователя, царя Грузии, и его второй жены Солгар, монголки. Деметре II практиковал полигамию и имел трёх жён одновременно. В «Грузинских хрониках» сообщается о его дочери, но в ней не упоминается о том, была ли она замужем. Однако теория Стурдзы не является общепринятой, так как более ранние работы, такие как «Europäische Stammtafeln» (1978) Детлефа Швеннике, не упоминают о каком-либо втором браке Алексея II.

## Семья
У Алексея II и Джияджак Джакели было шестеро детей:
1. Андроник III, трапезундский император 1330—1332.
2. Василий, трапезундский император 1332—1340.
3. Михаил Анахутлу, убит по приказу своего брата Андроника III в 1330 году.
4. Георгий Ахпуга, убит по приказу своего брата Андроника III в 1330 году.
5. Анна Анахутлу, монахиня, ставшая трапезундской императрицей 1341—1342.
6. Евдокия, деспотиса Синопа.